# Galidictis
Galidictis är ett släkte i rovdjursfamiljen Eupleridae som består av två arter. Dessa djur liknar manguster och förekommer endemiskt på Madagaskar.

## Utseende
Arterna har en smal och långsträckt kropp samt korta extremiteter och en yvig svans. Pälsens grundfärg är gråbrun. Släktet skiljer sig från andra mangustliknande djur i samma familj genom 5 till 10 breda längsgående mörka strimmor på rygg och sidorna. Mellan dessa strimmor är pälsen ljusare än på huvudet eller extremiteterna. Huvudet är avplattat och nosen långsträckt. Svansens färg är ljusgrå eller vit. Arterna når en kroppslängd mellan 32 och 34 centimeter och en svanslängd av 28 till 30 centimeter. Viktuppgifterna varierar i de olika källorna men är inte mindre än 380 gram och inte större än 1 500 gram.

## Ekologi
Det är inte mycket känt om arterna beteende. De lever i par eller i mindre familjegrupper och är främst aktiva på natten. Galidictis vistas främst på marken men har bra förmåga att klättra. Födan utgörs huvudsakligen av mindre ryggradsdjur som gnagare, groddjur och reptiler men de äter även mindre ryggradslösa djur. En gång per år föder honan en enda unge.

## Arter
- Bredstrimmig mangust (Galidictis fasciata) lever i skogar i östra Madagaskar. Den räknas av IUCN på grund av förstöringen av artens levnadsområde och konkurrensen med införda djur som huskatt och liten indisk sibetkatt som nära hotad (Near Threatened).[5]
- Galidictis grandidieri förekommer i ökenområden i sydvästra Madagaskar. Djuret är mycket sällsymt och mellan 1929 och 1987 iakttogs inga individer alls. Hos IUCN räknas den som starkt hotad (endangered).[6]